# Legarda
Legarda és un municipi de Navarra, a la comarca de Puente la Reina, dins la merindad de Pamplona. Limita al nord amb Zizur Zendea, al sud amb Muruzabal i Obanos, a l'est amb Uterga i a l'oest amb Puente la Reina.

## Demografia
| Evolució demogràfica                               | Evolució demogràfica | Evolució demogràfica | Evolució demogràfica | Evolució demogràfica | Evolució demogràfica | Evolució demogràfica | Evolució demogràfica | Evolució demogràfica | Evolució demogràfica | Evolució demogràfica |
| 1996                                               | 1998                 | 1999                 | 2000                 | 2001                 | 2002                 | 2003                 | 2004                 | 2005                 | 2006                 | 2007                 |
| -------------------------------------------------- | -------------------- | -------------------- | -------------------- | -------------------- | -------------------- | -------------------- | -------------------- | -------------------- | -------------------- | -------------------- |
| 71                                                 | 76                   | 78                   | 80                   | 83                   | 88                   | 96                   | 111                  | 112                  | 105                  | 112                  |
| Fonts: Legarda i Institut d'Estadística de Navarra |                      |                      |                      |                      |                      |                      |                      |                      |                      |                      |